# Roselawn
Roselawn è un census-designated place (CDP) degli Stati Uniti d'America, situato nello stato dell'Indiana, diviso tra la contea di Jasper e la contea di Newton.